# Hilarion (Michajłowski)
Hilarion, imię świeckie Stojan Stojanow Michajłowski (ur. 1812 w Elenie, zm. 4 czerwca 1875 w Konstantynopolu) – bułgarski biskup prawosławny, jeden z przywódców Bułgarów w walce o utworzenie samodzielnego narodowego Kościoła prawosławnego, uczestnik bułgarskiego odrodzenia narodowego.
W literaturze określany również jako Hilarion (Iłarion) Makariopolski – zgodnie z bułgarską tradycją zapisu imion prawosławnych hierarchów, w której przymiotnik od nazwy katedry zastępuje nazwisko.

## Życiorys
Wykształcenie podstawowe uzyskał w rodzinnym mieście, następnie uczęszczał do greckiej szkoły w Arbanasi. W wieku dwudziestu lat wstąpił do monasteru Chilandar. Przez dwa lata uczył się w szkole w Karies. Następnie w latach 1841–1844 kontynuował edukację w Konstantynopolu, gdzie zatrudnił się jako pisarz w Patriarchacie Konstantynopolitańskim.
W 1844, razem z mnichem Neofitem (Bozwelim), nawiązał kontakt z Michałem Czajkowskim, agentem emigracyjnej Agencji Wschodniej, wspierającym rozwijający się bułgarski ruch oświatowy i kulturalny. W 1844 skierował do tureckiego wielkiego wezyra pismo z apelem o udzielenie Bułgarom zgody na restytucję Bułgarskiego Kościoła Prawosławnego.
29 lipca 1845 hieromnich Hilarion został z polecenia patriarchy konstantynopolitańskiego, niechętnego aspiracjom Bułgarów, zatrzymany i uwięziony na Athosie. W 1850 duchowny zdołał opuścić monaster i ponownie przybył do Konstantynopola, gdzie w 1852 mianowano go przedstawicielem monasterów Athosu.
W 1856 został wyświęcony na biskupa makariopolskiego. W zakres jego obowiązków wchodziła opieka nad kolonią bułgarską w stolicy Turcji.
3 kwietnia 1860, podczas wielkanocnej liturgii, Hilarion świadomie nie wymienił imienia patriarchy Konstantynopola w miejscu, gdzie należało modlić się za zwierzchnika odpowiedniego autokefalicznego Kościoła. W ten sposób symbolicznie ogłosił wypowiedzenie mu posłuszeństwa przez prawosławnych Bułgarów. W związku z tym w roku następnym, z inicjatywy patriarchy Konstantynopola, biskup Hilarion i jego bliscy współpracownicy – Paisjusz i Auksencjusz – zostali powtórnie uwięzieni.
W 1870 sułtan Abdülaziz wyraził zgodę na utworzenie autonomicznego Egzarchatu Bułgarskiego w strukturach Patriarchatu Konstantynopolitańskiego. Na soborze cerkiewno-ludowym, który dokonał wyboru pierwszego egzarchy, biskup Hilarion był jednym z kandydatów, lecz sułtan wprost nie zgodził się na jego elekcję (ostatecznie urząd objął metropolita widyński Antym). W 1872 biskup Hilarion objął katedrę tyrnowską i otrzymał godność metropolity. W 1874 zainicjował otwarcie seminarium duchownego Świętych Piotra i Pawła przy monasterze w Laskowcu.
Zmarł rok później w Konstantynopolu i został pochowany w sąsiedztwie bułgarskiej cerkwi św. Szczepana.